# Čierne
Čierne je obec na Slovensku na Kysucích, v Žilinském kraji, okrese Čadca.

## Historie
První písemná zmínka o obci pochází z roku 1645.

## Název obce
Kronika udává, že území Čierného před založením pokrývaly tmavé, černé lesy. Lidová tradice říká, že na konci vesnice se nacházela černá, rašelinová zem. Jiný pramen tvrdí, že název Čierné pochází ze starodávného slova "crn", kterým se označovala nezarostlá místa pod houštinou před vrcholem hory.

## Partnerská města
- Albrechtice, Česko
- Vendryně, Česko
- Hrádek (okres Frýdek-Místek), Česko

## Geografie
Obec leží 6 km severovýchodně od Čadce ve výšce 454 m n. m. a její katastr má výměru 20,840 km². K 31. prosinci roku 2016 měla obec 4 403 obyvatel.
Obcí protéká říčka Čierňanka. Katastrem obce je plánovaná výstavba dálnice D3 s mostem Valy. Stavba má začít v červnu 2014, dokončena má být o 4 roky později.
Obec sousedí na východě s obcí Skalité, na západě se Svrčinovcem, na severu s českými obcemi Bukovec a Hrčava a na severovýchodě s polskou obci Javořinka. Hranice Slovenska, Česka a Polska se střetávají v jednom bodě , tzv. trojmezí. Obec leží od hlavního města Bratislavy 236 km, krajského města Žiliny 39,5 km a okresního města Čadca 7,8 km.

## Doprava
Severní částí katastru obce, v blízkosti státní hranice, prochází dálnice D3 s  mostem Valy. Souběžně s dálnicí vede silnice I/12.
Obcí také prochází jednokolejná elektrifikovaná železniční trať Čadca–Zwardoń se stanicí  Čierne pri Čadci a dvěma zastávkami Čierne pri Čadci zastávka a  Čierne-Polesie .

## Památky
- Římskokatolický kostel sv. Ignáce z roku 1888.
- Kaple sv. Josefa.
- Nově postavený kostel sv. Petra a Pavla.